# Songs to Remember
Songs to Remember è l'album di debutto del gruppo musicale gallese Scritti Politti, pubblicato dall'etichetta discografica Rough Trade Records nell'agosto 1982.
Il disco in Italia ottenne ottime recensioni da parte della critica, ma venne pressoché ignorato dal pubblico.
La copertina della versione originale in vinile aveva la scritta del titolo stampata in rilievo.

## Tracce
1. Asylums in Jerusalem (Green Gartside) - 3:14
2. A Slow Soul (Gartside) - 3:17
3. Jacques Derrida (Gartside) - 4:59
4. Lions After Slumber (Gartside) - 6:10
5. Faithless (Gartside) - 4:15
6. Sex (Gartside) - 4:22
7. Rock a Boy Blue (Gartside) - 5:51
8. Gettin' Havin' & Holdin' (Gartside) - 5:16
9. The Sweetest Girl (Gartside) - 6:16

## Musicisti
- Green Gartside - voce, chitarra
- Mike Evoy - tastiera
- Joe Cangs - basso
- Nial Jinks - basso
- Mgotse - double bass
- Tom Morley - batteria
- Jamie Talbot - sassofono
- Jackie Challenor - voce